# Svědectví (časopis)

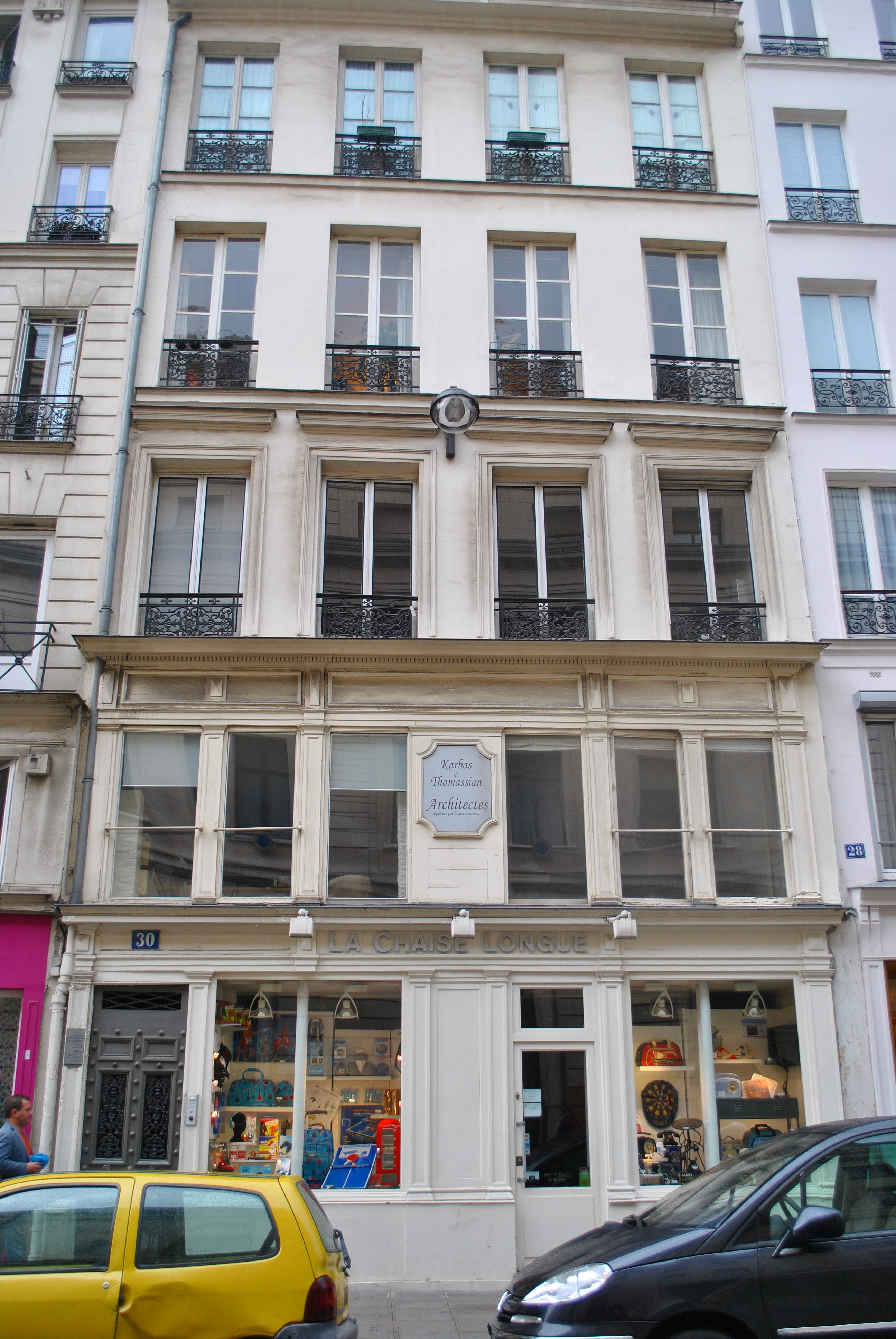
Dům č. 30 v Rue de la Croix des Petits Champs v Paříži, kde sídlila redakce

Svědectví, čtvrtletník pro politiku a kulturu byl český exilový magazín, jeho vydávání začalo 28. října 1956 v USA v New Yorku. 
O jeho založení se zasloužili profesor Jiří Horák (první vydavatel), zakladatelem byl Pavel Tigrid, Jan M. Kolár, Emil Ransdorf a Meda Mládková. Financování časopisu bylo možné zejména díky tzv. Knižnímu projektu, což byla aktivita americké zpravodajské služby CIC a kromě časopisu něj bylo podporováno i vydávání knih exilových autorů. V roce 1960 se redakce přesunula do Paříže. Šéfredaktorem byl Pavel Tigrid. Revue Svědectví byla přirozeně trnem v oku československému socialistickému zřízení. Z prorežimních pozic její dikci (Pavla Tigrida a Petra Příhody) a její „nenávistný vztah k pokrokovým tradicím“ apod. kritizoval například literární teoretik Štěpán Vlašín.
V letech 1990–1992 časopis vycházel v Praze.
Dne 10. dubna 2007 byla na domě v ulici Croix des petits champs v Paříži slavnostně odhalena pamětní deska připomínající, že zde sídlila redakce československého exilového časopisu Svědectví jejímž zakladatelem a šéfredaktorem byl Pavel Tigrid.